# 서캅카스염소
서캅카스염소 또는 서캅카스투르(Capra caucasica)는 소과 염소속에 속하는 반추동물이다. 캅카스산맥 서쪽 면의 산악 지대에서만 발견되는 염소-영양의 일종이다. 어깨 높이 1m에 몸무게는 65kg 정도이다. 몸은 크지만 폭은 좁고, 다리는 짧다. 서캅카스투르의 모피는 밤색이며, 배 아랫쪽은 노랗고 다리는 어두운 색을 띤다. 뿔은 언월도(偃月刀) 형상으로 반월처럼 심하게 굽어있다. 수컷 뿔은 약 70cm정도인 반면에 암컷은 상대적으로 작다. 서캅카스염소는 해발 고도 800-4,000m 높이의 거친 산악 지형에서 서식하며 먹이는 주로 풀과 나무 잎이고 늑대와 스라소니의 먹이가 되곤 한다. 야행성 동물로 밤에는 개활지에서 먹이를 구하지만 낮에는 숨는다. 암컷은 약 10마리씩 무리 생활을 하는 반면에 수컷은 홀로 생활한다. 야생에서의 개체수를 5,000~6,000여 마리로 추정하고 있다.